# جاناتان سنتانا
جاناتان سنتانا (انگلیسی: Jonathan Santana؛ زادهٔ ۱۹ اکتبر ۱۹۸۱) یک بازیکن فوتبال اهل پاراگوئه است.
وی همچنین در تیم ملی فوتبال پاراگوئه بازی کرده‌است.